# Zeitschaltuhr

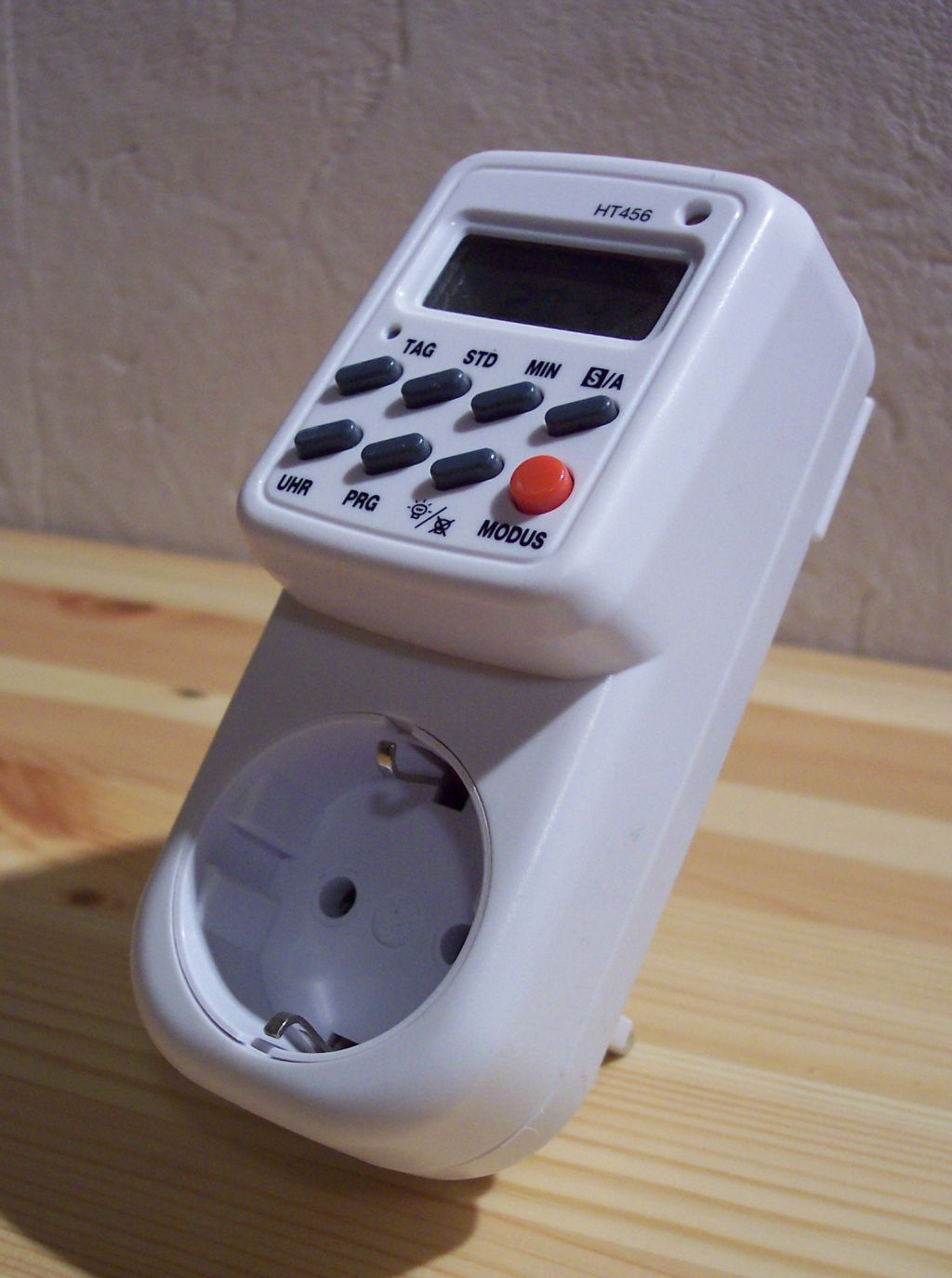
Elektronische Zeitschaltuhr

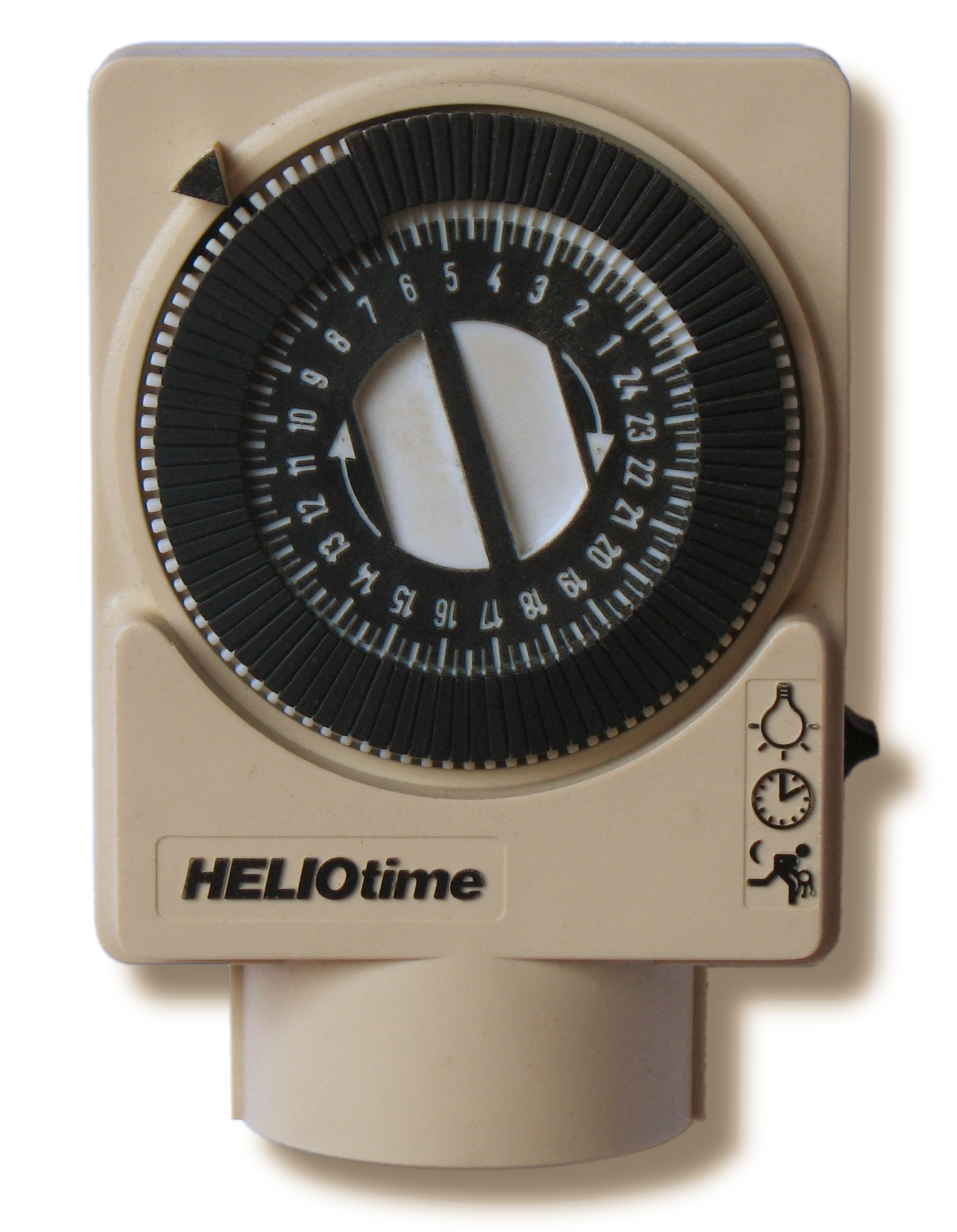
Zeitschaltuhr mit Synchronuhr und Codierschiebern

Eine Zeitschaltuhr oder Schaltuhr ist eine Uhr, die zu festgelegten Zeiten einen elektrischen Kontakt ein- oder ausschaltet. Die Schaltzeiten sind in der Regel individuell einstellbar.
Wenn beispielsweise das Brauchwasser täglich von 6 bis 22 Uhr warm sein soll, in der übrigen Zeit aber, um Energie zu sparen, nicht geheizt werden soll, so kann eine Schaltuhr so eingestellt werden, dass die Heizung um 6:00 Uhr eingeschaltet und um 22:00 Uhr wieder ausgeschaltet wird.

## Ausführungsbeispiele
Bei einer normalen Schaltuhr wiederholt sich der Zyklus alle 24 Stunden, bei einer Wochenschaltuhr können unterschiedlich Schaltzeiten individuell für jeden Wochentag eingestellt werden. Die Brauchwasserheizung könnte man mit einer Wochenschaltuhr so einstellen, dass samstags und sonntags von 8 bis 23 Uhr geheizt werden soll.
Mit einer Jahresschaltuhr können für jeden Kalendertag abweichende Schaltzeiten eingestellt werden. So können auch Feiertage oder spezielle Ereignisse bei den Einstellungen berücksichtigt werden.
Es gibt zwei Arten von Schaltuhren, mechanische und elektronische. Bei mechanischen Schaltuhren dreht ein Motor eine Scheibe, in die Stifte oder ähnliches gesteckt werden. Diese Stifte betätigen dann direkt den Kontakt. Elektronische Schaltuhren werden über ein Display und Tasten am Gerät programmiert.
Zur Steuerung kurzer Schaltsignale, z. B. einer Klingel in einer Schule, werden Signaluhren verwendet.

## Bauformen und Zeitbasis

### Absolutzeit-Schaltuhren
Ursprünglich wurden Räderuhren mit Pendel- oder Unruh-Zeitbasis als Schaltuhren ausgeführt. Die bekanntesten Zeitschaltuhren aus dieser Epoche dürften wohl der Wecker oder auch die Kirchturmuhr sein, die zur eingestellten Zeit einen Klingelmechanismus bzw. Glockenschlag auslösten.
Auch die in der ersten Hälfte des 20. Jahrhunderts verbreiteten Synchronuhren besaßen oft Schaltkontakte.
Elektromechanische Zeitschaltuhren für den Hausgebrauch werden oft als Zwischenstecker ausgeführt und verfügen über eine geschaltete Steckdose. Sie werden mit einem Synchronmotor angetrieben und wie eine Synchronuhr von der Netzfrequenz gesteuert. Über Codierschieber kann festgelegt werden, zu welchem Zeitpunkt ein- und ausgeschaltet wird.
Synchronuhren haben jedoch den Nachteil, dass sie bei Stromausfall stehen bleiben.
Heute gibt es elektronische, batteriegestützte quarz- oder funkgesteuerte Varianten mit einem Relaisausgang. Fast alle dieser Zeitschaltuhren sind entweder so genannte Wochenschaltuhren, die eine Schaltzeitprogrammierung an einem bestimmten Wochentag erlauben, oder Jahresschaltuhren, welche zu einem bestimmten Datum schalten. Jahresschaltuhren besitzen zusätzlich immer die Funktionalität einer Wochenschaltuhr, erlauben also auch einen Schaltvorgang an einem bestimmten Wochentag unabhängig vom aktuellen Datum.
Zeitschaltuhren in Schaltanlagen oder Steuerungen werden ebenfalls vom Stromnetz gespeist. Sie arbeiteten früher mechanisch (Räderwerk mit Unruh, elektrischer Aufzug) und verfügten über eine Gangreserve von einigen Tagen.

Später verwendete man ein Quarz-Uhrwerk mit einem Schrittmotor, der ein Räderwerk antrieb. Diese Uhren benötigen einen Puffer-Akkumulator, um bei Stromausfall weiterlaufen zu können. Heute werden elektronische Uhren (Quarz- oder funkgesteuert) verwendet, die meist ein Relais als Schalter besitzen.
Einige digitale Zeitschaltuhren können nicht nur nach vorgewählten Zeitpunkten ein- und ausschalten, sondern schalten pseudo-zufällig (z. B. abends das Licht einschalten, um Anwesenheit vorzutäuschen), ermitteln Sommer- und Winterzeit, indem sie sich über den Zeitzeichensender DCF77 synchronisieren, oder sie bestimmen Schaltzeitpunkte nach jahreszeitabhängigen Sonnenauf- und -untergängen (so genannte Astrofunktion).

### Kurzzeit-Schaltuhren

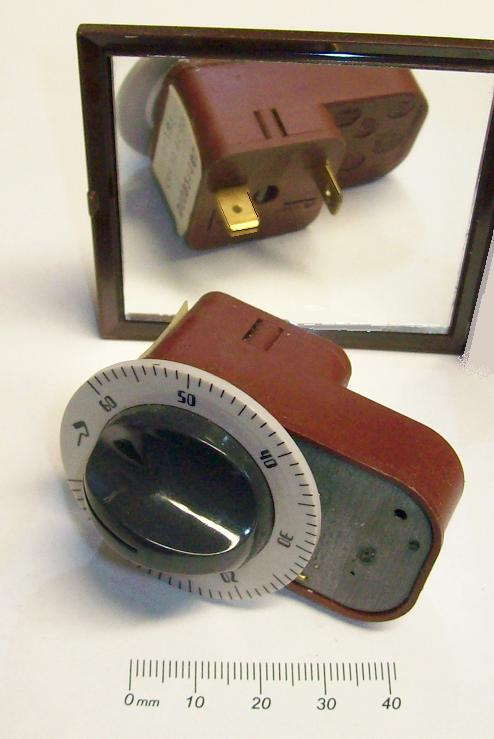
Kurzzeitschaltuhr (1 Stunde) mit Federwerk

Kurzzeitschaltuhren arbeiten nicht nach der Absolutzeit, sondern schalten Verbraucher für eine voreingestellte Zeitdauer oder um diese verzögert ein oder aus. Diskrete Baugruppen in Steuerungen werden als Zeitrelais bezeichnet. Hierzu zählen auch Belichtungsuhren und Treppenlichtautomaten.
Kurzzeitschaltuhren arbeiten mechanisch, elektromechanisch mit einem Synchronmotor, oder elektronisch mit einem Taktgenerator und einem Frequenzteiler.
Früher wurden sie oft auch mit einer pneumatischen Verzögerung betrieben, einer mechanischen Hemmung oder einer aerodynamischen Bremse.
Bei rein mechanisch arbeitenden Kurzzeit-Schaltuhren wird durch die Betätigung der Zeitvorwahl ein Federwerk aufgezogen. Diese Bauform benötigt daher keinen Betriebsstrom.

### Signaluhren

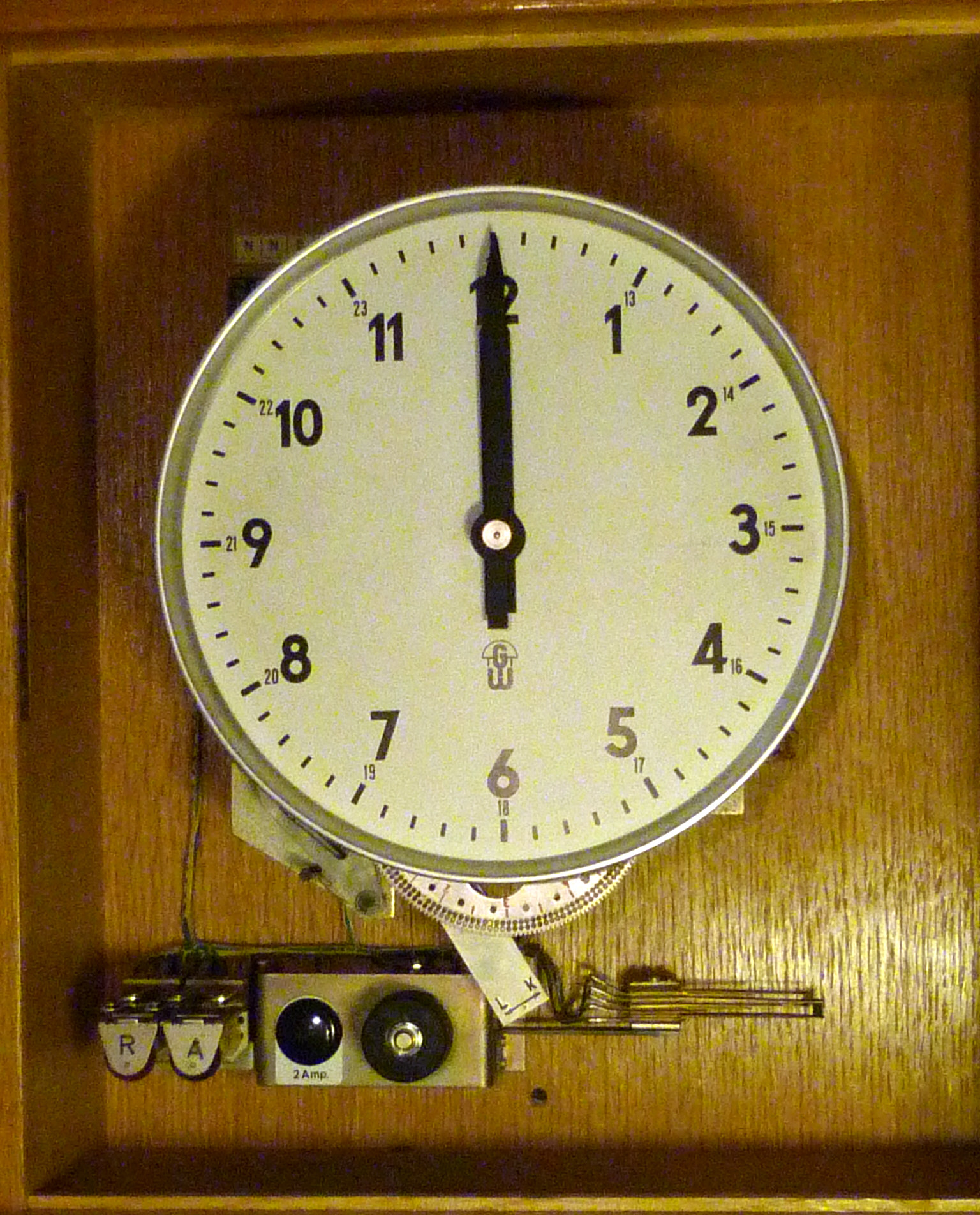
Geöffnete Signal-Nebenuhr, Typ SiNu, Hersteller VEB Gerätewerk Leipzig RFT, Baujahr 1968

Eine Signaluhr ist eine Zeitschaltuhr, die zu festgelegten Zeitpunkten für eine bestimmte, kurze Dauer einen elektrischen Kontakt herstellt. Beispiel: täglich um 12 Uhr wird für drei Sekunden ein Pausensignal ausgelöst, wie etwa der Gong in einer Schule oder das Signal zum Schichtwechsel in einem Produktionsbetrieb.
Zusatzeinrichtungen bestimmen die Dauer der Signalgebung. Sie können auch eine Abfolge von Signalen steuern.
Als Zeitgeber können ein mechanisches Uhrwerk, eine Quarzuhr oder eine Funkuhr zum Einsatz kommen. Hat die Signaluhr keinen eigenen Zeitgeber, sondern wird von einer Hauptuhr gesteuert, bezeichnet man sie als Signal-Nebenuhr.
Wenn eine Signaluhr auch die Impulse für Nebenuhren erzeugt, ist sie gleichzeitig eine Hauptuhr.

## Gegenüberstellung mechanisch / digital

### Digitale Zeitschaltuhren

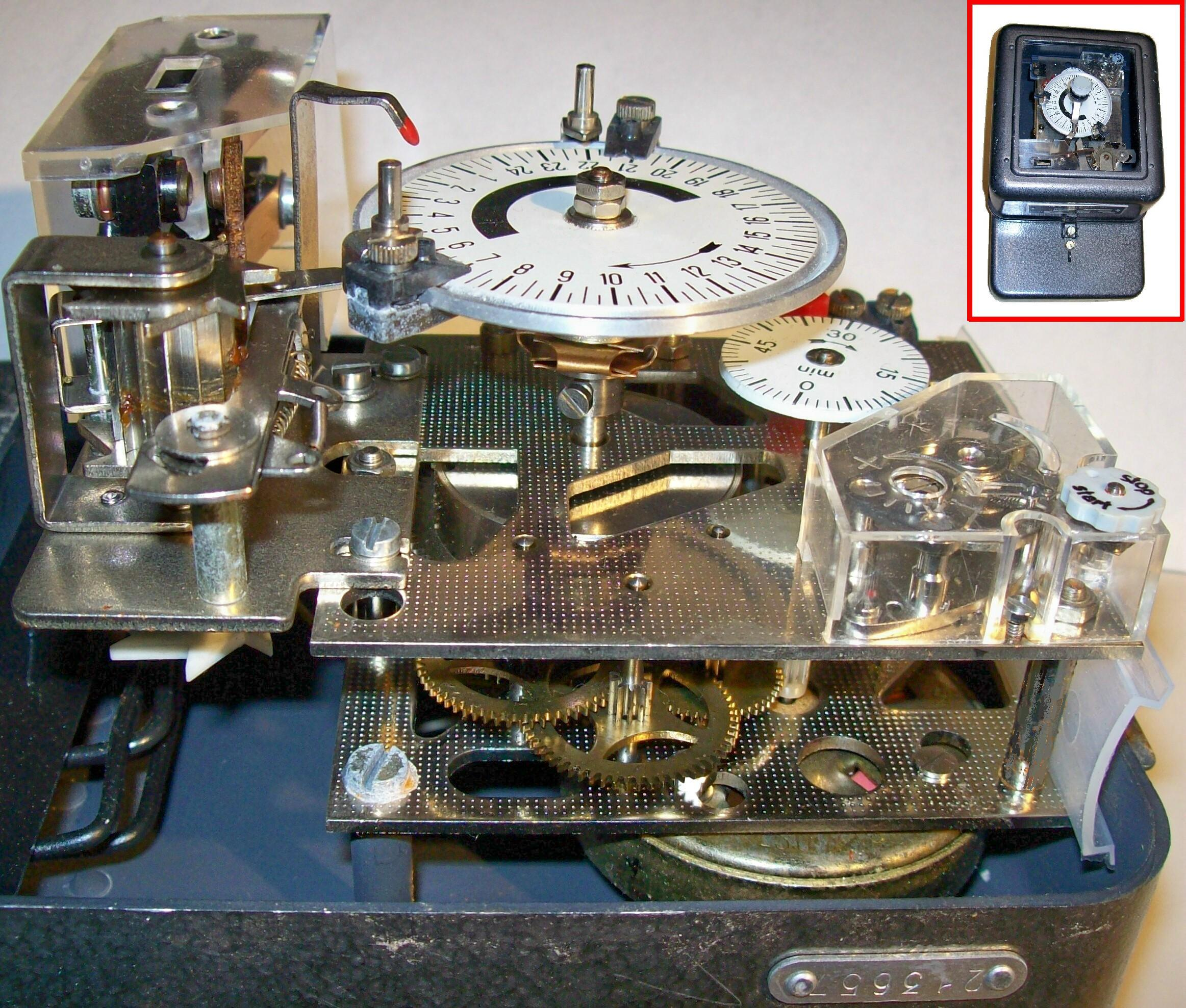
Tageszeitschaltuhr mit 10steinigem Unruh-Uhrwerk und motorischem Aufzug für Netzbetrieb (Gangreserve 50 h, Baujahr 1987, VEB Uhrenwerk Glashütte DDR)

Mit Tasten und einem Display versehen, lassen digitale Zeitschaltuhren genaue und – abhängig von der Ausstattung – beliebig komplizierte an/aus-Zeiten zu.
Ihr Vorteil liegt in der Fähigkeit sekundengenauen Schaltens. Weiterhin können mit manchen Modellen Zufallsfunktionen programmiert werden, so dass eine Anwesenheit im Urlaub vorgetäuscht werden kann.
Sie benötigen eine Batterie oder Puffer-Akkumulator für die Speicherung der Einstellungen. Das digitale Uhrwerk kann von dieser Batterie oder einem internen Netzteil mit Strom versorgt werden, die versorgung über Batterie hat den Vorteil, dass das Uhrwerk bei einem Stromausfall weiterläuft und daher die angezeigte Zeit immer korrekt ist. Verschiedene Modelle haben dabei einen sehr unterschiedlichen Eigenverbrauch im Bereich 0,5–6 Watt. Da elektronische Zeitschaltuhren ein Relais besitzen, verbrauchen sie bei eingeschaltetem Verbraucher zusätzlich Strom (vergleichbar mit Synchronuhr-Schaltuhren). Durch den Einsatz bistabiler Relais (Stromstoßschalter) lässt sich der Energiebedarf auch im eingeschalteten Zustand reduzieren. Digitale Zeitschaltuhren werden jüngst mit s.g. Astrofunktionen ausgestattet, welche nach Nutzereingabe des jeweiligen Breitengrades interne Astroprogramme, welche die jahreszeitlichen Tages-/Nachtlängen bei den täglichen Schaltzeiten berücksichtigen, abarbeiten. Im Weiteren ist bei digitalen Zeitschaltuhren ein Impulssignal von üblichen 2s für weitere Steuergeräte möglich, wie auch das schonende Schalten von Lasten im Nulldurchgang.

### Mechanische Zeitschaltuhren
Auch der Energiebedarf von mechanischen Zeitschaltuhren ist gering (kleiner als 1 Watt). Sie benötigen keine Batterie und sind einfach zu bedienen. Die Schaltintervalle sind mindestens 15 Minuten lang. An/aus-Intervalle lassen sich intuitiv einstellen. Bei Stromunterbrechungen bleiben sie stehen und müssen neu gestellt werden. Sie verbrauchen ständig Strom.
Früher gab es auch mechanische Zeitschaltuhren mit einem Uhrwerk und einem Motoraufzug oder einem elektronisch/mechanischen Quarzuhrwerk. Diese hatten den geringsten Energieverbrauch aller Schaltuhren.
Mit einer Hemmung und einem Federwerk arbeitende Kurzzeitschaltuhren haben keinen eigenen Stromverbrauch.

## Anwendungen
Beispiele (Absolutzeit):
- Steuern von Heizungsanlagen (Abschalten einer Umwälzpumpe und Absenken der Temperatur bei Nacht)
- Reduzieren der Straßenbeleuchtung in der zweiten Nachthälfte
- Schaltanlagen (Fütterungsautomaten, Scharfschalten von Alarmanlagen, Nachtspeicheröfen, Umschalten des Modus von Lichtsignalanlagen, Automatische Steuerung von elektrischen Rollladen)